# Sân bay Renk
Sân bay Renk (IATA: n/a, ICAO: HSRN) là một sân bay ở thị trấn Renk, bang Thượng Nin, Nam Sudan.

## Vị trí
Sân bay Renk nằm ở phía tây nam của khu trung tâm thị trấn Renk, gần biên giới quốc tế với Sudan.
Nó nằm cách Sân bay Quốc tế Juba khoảng 776 km về phía bắc, trên độ cao 282 m so với mực nước biển. Sân bay Renk có một đường băng không trải nhựa.